# Imperio bizantino bajo la dinastía teodosiana
El Imperio Romano de Oriente fue gobernado por la dinastía Teodosiana desde 379, con el ascenso de Teodosio I, hasta 457 con la muerte de Marciano. El gobierno de la dinastía Teodosiana vio la división final del Imperio Romano, entre Arcadio (Oriente) y Honorio (Occidente) en 395. Si bien las divisiones del Imperio Romano habían ocurrido antes, el Imperio nunca más volvería a reunirse por completo. El reinado de los hijos de Teodosio I contribuyó en gran medida a la crisis que, en el siglo V, finalizó con el colapso completo del control romano en Occidente.
El Imperio de Oriente se libró de las dificultades que enfrentó Occidente en los siglos III y IV, debido a una cultura urbana más firmemente establecida y a mayores recursos financieros, lo que le permitió aplacar a los invasores con tributo y pagar mercenarios extranjeros. A lo largo del siglo V, varios ejércitos invasores invadieron el Imperio Occidental, pero no atacaron al oriental.
La dinastía teodosiana también gobernó el Imperio Romano de Occidente desde el año 392 hasta el 455.

## Teodosio I
El emperador Graciano, de la dinastía Valentiniana, le otorgó a Teodosio I el dominio de las provincias romanas orientales, debido a que había heredado todo el Imperio de su predecesor Valente en 378. Graciano continuaría gobernando el Imperio Romano de Occidente hasta 383. Después de la muerte de Graciano y la de su sucesor Valentiniano II, Teodosio se convirtió en el último emperador en gobernar sobre ambas  partes, oriental y occidental, del Imperio Romano entre los años 392 y 395.
También se atribuye a Teodosio una serie de decretos (ver Edicto de Tesalónica) que establecían el cristianismo de Nicea como la iglesia oficial del estado del Imperio Romano. Teodosio disolvió la orden de las vírgenes vestales en Roma, prohibió los rituales paganos de los Juegos Olímpicos en Grecia y no impidió ni castigó la destrucción de templos helenísticos antiguos, como el Templo de Apolo en Delfos.
Con la muerte de Teodosio en 395, el Imperio Romano se dividió una vez más entre sus dos hijos. Arcadio, el hijo mayor, heredó Oriente y la capital imperial Constantinopla, y Honorio heredó Occidente. El Imperio nunca volvería a reunificarse, aunque los emperadores romanos orientales, comenzando con Zenón, reclamarían el título después de la muerte de Julio Nepote en el año 480.

## Arcadio
Arcadio fue un gobernante débil, dominado por una serie de asesores, ya que estaba más preocupado por aparentar ser un cristiano piadoso que por asuntos políticos y militares. El primer consejero, Rufino, estableció una intensa competencia con el asesor del emperador occidental Honorio, el Magister militum vándalo romanizado Flavio Estilicón, quien podría haberlo asesinado en el 395. Los consejeros posteriores incluirían a su esposa Aelia Eudoxia, el patriarca Juan Crisóstomo y el prefecto del pretorio Antemio.

## Teodosio II
Teodosio II, a veces apodado "el Joven", se convirtió en emperador romano de Oriente a la edad de siete años después de la muerte de su padre Arcadio en 408. El prefecto del pretorio Antemio continuó actuando como asesor y gobernante de facto, las murallas teodosianas de Constantinopla se completaron durante su gobierno.
La hermana mayor de Teodosio, Pulqueria, fue proclamada Augusta (emperatriz) y se convirtió en regente en el 414. Aunque la regencia terminó en 416 y Teodosio se convirtió en el propio Augusto, Pulqueria siguió ejerciendo una fuerte influencia dentro del gobierno. Influenciado por Pulqueria y alimentado por un creciente interés en el cristianismo, Teodosio fue a la guerra contra el Imperio Sasánida a principios de los años 420, mientras perseguían a los cristianos. Sin embargo, se vio obligado a permitir un punto muerto, ya que los hunos marchaban hacia Constantinopla. Las guerras contra los hunos consistían en incursiones seguidas de pagos significativos por parte del Imperio para que los hunos permanecieran en paz con los romanos.
La muerte de Honorio de Occidente en 423 llevó a Teodosio a apoyar y eventuálmente instalar a Valentiniano III como emperador occidental en 425. Para fortalecer los lazos entre Oriente y Occidente, Licinia Eudoxia, hija de Teodosio, se comprometió con Valentiniano.
Teodosio murió en 450 como resultado de un accidente de equitación y fue sucedido por Marciano, esposo de su hermana Pulqueria.

## Marciano
Marciano revertiría muchas de las decisiones tomadas por Teodosio II, particularmente en términos de tratados con los hunos y en asuntos religiosos. Todos los pagos tributarios  a Atila cesaron mientras Atila estaba ocupada invadiendo Italia. Marciano también envió expediciones a través del Danubio hacia el corazón del Imperio huno, logrando victorias significativas contra ellos. Las acciones de Marciano, combinadas con el hambre en Italia, obligaron a Atila a retirarse de nuevo a las llanuras húngaras, donde moriría en 453. Después de la muerte de Atila, Marciano asentará muchas tribus, anteriormente subyugadas por los hunos, dentro del imperio en calidad de foederati, aprovechando de la caída del Imperio huno.
Marciano murió en 457 de enfermedad, posiblemente una gangrena contraída durante un largo viaje religioso. Le sucedería León I, el primer emperador de la Dinastía leónida.